# Videologie
Videologie is de wetenschap van visuele functiestoornissen. Daarbij gaat het er niet alleen om inzicht te krijgen in hoe mensen met een visuele beperking hun omgeving ervaren, maar vooral ook manieren te testen die hen in staat stellen een zo zelfstandig mogelijk leven te leiden.

## Onderzoeksthema’s
Binnen de videologie wordt bijvoorbeeld onderzocht welke verlichting iemand met een visuele beperking nodig heeft, en hoe dat getest kan worden. Of hoe iemand met een visuele beperking nog kan autorijden en welke aanpassingen daar dan voor nodig zijn?
In de afgelopen twintig jaar heeft de Videologie onder andere opgeleverd dat:
- Mensen met een lagere gezichtsscherpte sinds 2009 onder bepaalde voorwaarden toch hun rijbewijs kunnen halen of behouden. Er is hiervoor een speciaal hulpmiddel ontwikkeld, de bioptische bril (telescoopbril).
- Een nieuwe methode beschikbaar is om verschillende soorten verlichting te testen en verlichtingsadviezen te geven voor slechtzienden. Deze methode wordt in Nederland door meer dan 300 gecertificeerde medewerkers van revalidatie-instellingen toegepast.
- De kennis over elektronische route-informatie en navigatiehulpmiddelen voor blinden en slechtzienden sterk is toegenomen. Er is onder meer een trainingsprotocol ontwikkeld om slechtzienden en blinden te leren om het GPS apparaat van hun keuze te gebruiken om zelfstandig hun bestemming te bereiken. Dit protocol is in 2012 in Nederland ingevoerd in de revalidatie-instellingen.
- Revalidatie-instellingen nieuwe methoden tot hun beschikking hebben om de visuele functie van slechtziende mensen te testen. Er zijn bijvoorbeeld nieuwe kaarten ontwikkeld om contrastgevoeligheid en leesvaardigheid te testen.

## Leerstoel
De leerstoel Videologie was tot voor kort ondergebracht bij de afdeling Oogheelkunde van het Universitair Medisch Centrum Groningen en het Laboratorium voor Experimentele Oogheelkunde van de Rijksuniversiteit Groningen en stond onder leiding van emeritus hoogleraar A.C. Kooijman.

## Stimuleringsprogramma
Op initiatief van de leerstoel Videologie is in 1998 ook het onderzoekstimuleringsprogramma InZicht opgezet. Daarmee zijn in 10 subsidierondes ruim 60 wetenschappelijke onderzoekprojecten mogelijk gemaakt. Het gaat hierbij telkens om samenwerkingen tussen revalidatie-instellingen en universitaire onderzoeksgroepen.